# Dmítri Berestov
Dmítri Vladimirovitch Berestov (em russo:  Дмитрий Владимирович Берестов; 13 de junho de 1980, em Moscou) é um halterofilista da Rússia.
Em 2004 Berestov foi vice-campeão europeu de halterofilismo e também ganhou medalha de ouro nos Jogos Olímpicos de Atenas, com 425 kg no total combinado (195 no arranque e 235 no arremesso), na categoria até 105 kg.
Em 2006 ele suspenso do esporte por dois anos pela Federação Russa de Halterofilismo, por doping.
Berestov foi campeão europeu em 2008, na categoria até 105 kg.